# Nebria leonensis
Nebria leonensis (лат.) — вид жуков-жужелиц из подсемейства плотинников. Научное название вида дано в честь региона Монтес-де-Леон, в котором впервые эти жуки были обнаружен. Распространён в Испании.
Длина тела имаго 10,2—13 мм. Жуки коричневатые. Придатки головы светло-коричневые; шов и края надкрылий более светлые. Спинная сторона с тонкой микроскульптурой изометрических сеточек.
Характерные диагностические особенности:
- тело плоское, особенно диски надкрылий;
- края переднеспинки слабо суженные у передних углов, передние углы переднеспинки срезанные;
- бороздки надкрылий точечные, поверхность бороздок уплощённая; надкрылья у вершины округлые.